# 救命病棟24時
『救命病棟24時』（きゅうめいびょうとうにじゅうよじ、EMERGENCY ROOM 24HOURS）は、1999年からフジテレビ系で断続的に放送されていた医療ドラマのシリーズ。
救命救急センターを舞台に、外科医・進藤一生と第1シリーズでは配属されたばかりの研修医・小島楓、第2シリーズでは転属間もない心臓外科医・香坂たまきとの葛藤・対立や生命の現場を支えるスタッフたちの戦い、そして患者と家族の交流などを人間性豊かに描いた作品である。
第2シリーズでは学長選挙や出世争い、派閥抗争、院内孤立なども描き、テレビドラマ的なバラエティ要素も取り入れつつ、トリアージや脳死移植を扱った話も挿入された。第3シリーズでは災害医療を描いたものであり東京が大震災に見舞われるという想定シミュレーション要素を取り入れ、第4シリーズでは救命医療の現状を描いたものであり医師不足など救急医療の厳しい現実を取り入れた。また、第1・2シリーズは、本作と同じく江口洋介が主演を務めた「モナリザの微笑」と微妙にリンクしており、進藤と堺（演：杉本哲太）が同じような構図で対決しているシーンが見受けられるほか、特に第2シリーズにはモナリザ関係者が医師役で多数出演している。
全シリーズ通じて主題歌はDREAMS COME TRUEの楽曲が起用され、中村正人は第1シリーズにて音楽を担当している。

## 各シリーズ概要・あらすじ
第1シリーズ
舞台は都立第三病院救命救急センター。
救命センターの過酷な日常と人間模様や研修医小島楓の成長を描いている。
2000年にフジテレビで再放送されて以降長らく放送の機会は無かったが、放送25周年にあたる2024年2月に24年ぶりとなる地上波での再放送が行われた。再放送にあたり冒頭で「現在としてふさわしくない表現が含まれるが、作品のオリジナリティーを尊重する」旨の断り書きが入っている。2000年の再放送では第4話がカットされ、第1シリーズのみ映像ソフト化もされておらず動画配信も見送られていたが、2024年4月19日よりFODで動画配信が開始された。。
第2シリーズ
舞台は港北医大救命救急センター。
新設された救命センターで医師や看護師たちのチームワークができるまでの人間模様や派閥抗争などを描いている。前シリーズからは主人公の進藤以外では看護師・桜井ゆきが唯一進藤の前シリーズにおける活躍を知る人物として登場する。後に小島楓や山城紗江子のようにシリーズを跨いで復活するケースはあったものの、進藤以外の人物で休止期間無しで継続して登場したのは第3 - 第5シリーズを継続出演した楓以外では、ゆきだけである。
新春スペシャル（2002年）
2001年のクリスマス・イヴ、多忙を極める救命救急センターに、住居不法侵入の男に階段から突き飛ばされて負傷した男児・稲本が搬送されてくる。
その夜、豪華客船・ロイヤルウイングにライフルを所持した男が乗り込み、機関室の乗組員を銃撃し、船内に立てこもるシージャックが発生。実行犯は連続殺人未遂事件で指名手配されていた大学生の鷹取であり、就職活動に失敗して自暴自棄になったことが動機であった。船には帰国したばかりの香坂や花沢一家をはじめとする一般市民が乗り合わせており、撃たれた乗客の治療のため船内に派遣された進藤は、奇しくも乗り合わせていたかつての同僚・香坂たまきと再会。特殊警備隊の突入により事件は解決した。しかし銃撃により治療の甲斐無く機関士の松浦と人質となっていた乗客の塩原の2名が死亡、脱出時のパニックにより香坂と花沢三郎・美奈子父娘が負傷し、特殊警備隊によって狙撃を受けた鷹取を含め4名が救命救急センターへ入院した。
シージャックで鷹取から銃口を顔面に突き付けられた香坂と、鷹取が自身の加害者であることが判明した遼太はPTSDに陥るが、進藤や馬場の心支えでそれぞれ勇気を振り絞り打開して行く。また、三郎の精密検査で発見された心臓疾患の治療をきっかけに、冷め切っていた一家の仲を修復して行く様も描かれた。
終盤に2002年1月を迎え、城島と山城の結婚披露宴がロイヤルウイングで行われ（レストランウエディング）大団円を迎えた。
前半の事件部分のシナリオプロットは、瀬戸内シージャック事件など実在事件と一致する部分があり、リアル色が濃い異色作となっている。事件被害者のPTSDについても、2001年の附属池田小事件で注目されたばかりのものであった。また、冒頭の「横浜ベイブリッジを航行する客船の空撮映像」は、本作で矢部を演じた伊藤英明が主演し2004年に公開された『映画 海猿』の予告映像で構図が踏襲されている。
新春ドラマ祭・救命病棟24時（2005年）
第1シリーズのディレクターズカット特別版。
レストランで恋人の裕樹を待っている最中に急病人を診た小島楓が、救急車で近くの外科病院に搬送したところ、当直のバイトに来ていた矢部と知り合う。一緒に手術を行い、世間話で指導医の話になり、楓が進藤のことを回想する。この時点では、進藤は国際人道支援医師団としてアフリカにいる。
このスペシャルの新撮シーンからハイビジョン制作となる。
第3シリーズ
舞台は東都中央病院高度救命救急センター。
首都直下地震の発生を想定し第二関東大震災に遭遇した東京近郊の一都市を舞台に、災害医療に奮闘する救命医療チームの苦悩と活躍を描いた。第1シリーズで研修医として登場した小島楓が、正式にシリーズに復活することが話題となる。本作では小島も一流の救命医として活躍する。阪神・淡路大震災からちょうど10年の節目となる2005年1月期に放送された。
第3シリーズ最終回の翌週に、アナザーストーリー「看護師たちの救命救急センター」が放送された。看護師の佐倉亮太と大友葉月を中心とした特別ドラマと第3シリーズの総集編で構成され、東京が震災に見舞われた半年後にテレビ番組の取材で震災当時を振り返るという設定となっている。
緊急スペシャル 救命病棟24時〜救命医・小島楓〜
第1・2・3シリーズのディレクターズカット特別版。 2009年7月14日 - 2009年8月4日に4回にわたって放送されたスペシャルで、第4シリーズの撮影期間中の6月10日に主演の江口がバイク事故で重傷を負ったため放送が延期され、過去シリーズの登場人物4人を1人ずつゲストに迎え、楓との関係を中心とした新撮カットを含む緊急スペシャルが急遽放送されることになった。
舞台は清和第一病院高度救命救急センター。
エンディングでは江口から視聴者に向けたメッセージ（Episode1）や第4シリーズの撮影現場に江口が復帰する模様（Episode2）が併せて放送された。
第4シリーズ
当初は2009年7月7日に放送開始される予定であったが、江口の負傷により放送が1か月延期され、8月11日からの放送、全7回に短縮された。最終第7回を2時間18分に拡大、2010年1月に2時間15分の特別編を放送し、都合10回分の放送枠を確保した。シリーズでは初となる番組連動データ放送が実施された。
舞台は海南医大高度救命救急センター。
横浜を舞台としているが、実際の横浜の医療体制とは異なる。第1・第3シリーズから小島楓、第2シリーズから山城紗江子が登場する。また、本シリーズでの新要素として、医師として進藤に匹敵する技術や理念を持ちながらも、救命医療に関する考え方が正反対のいわば「もう一人の進藤」とも言うべき救命医・澤井悦司（演：ユースケ・サンタマリア）が登場する。本シリーズでは、進藤・小島・澤井の三人を中心に、医師不足やたらい回し、医療訴訟、医療ミス、モンスターペイシェント、コンビニ受診とそれに伴う医療崩壊など現在の救急医療が直面している問題に焦点を当てて、ストーリーが展開していく。
モデルケースとなったのは、鳥取県米子市にある鳥取大学医学部附属病院の救命救急センターである（放送直前SPより）。同センターでは、救急災害科の教授と准教授を含む救急専門医4人全員が、心身の疲労などを訴え「救急現場の窮状を知ってほしい」として、2009年3月末に一斉辞職した。放送直前SPでは、後任のセンター長兼救急災害科教授に就任し同センターの建て直しに成功した本間正人医師へのインタビューも放送された。
第5シリーズ
2013年7月9日より放送開始。
舞台は国立湊大学附属病院救命救急センター。
第1・第3・第4シリーズで登場した小島楓が医局長として迎えられ、国立大学病院という「救命の最後の壁」として、急造のスタッフと大学病院との思惑を交差させながらストーリーが展開する。
第1シリーズから主演を務めた江口が降板、時任三郎をメインキャストに据えることになった。

## 登場人物
〈〉内は年齢を示す。

### 重要人物
進藤一生（しんどう いっせい）
演 - 江口洋介（第1 - 第4シリーズ）
都立第3病院救命救急センター外科医〈32〉（第1シリーズ）→ 杉並東病院外科医〈33〉（第1シリーズ最終回） → 港北医大救命救急センター外科医〈35〉（第2シリーズ） → 国際人道支援医師団〈38〉（第3シリーズ1,2話）→東都中央病院救命医 (第3シリーズ3話-最終回) → 海南医大高度救命救急センター救命医〈43〉 → 長崎津辻総合病院
救命医療において超一流の腕をもつ孤高の天才外科医。判断の早さ、処置の的確さでゴッドハンドの異名を取る。常に冷静沈着だが、クールな外見や言動とは裏腹に患者の立場に立って医療を実行する真摯で温かい男でもある。彼の判断で救われた命も多いが、医師として完璧すぎて彼の行動によって他の医師らとトラブルになる事も多い。
だが子供の頃よりピーマンが苦手な事や青椒肉絲を知らないという一面もある。(第4シリーズより)
小島楓（こじま かえで）
演 - 松嶋菜々子（第1・第3 - 5シリーズ）（少女期：朝倉さくら）
都立第3病院救命救急センター研修医〈25〉（第1シリーズ） → 東都中央病院高度救命救急センター救命医〈31〉（第3シリーズ） → 清和第一病院高度救命救急センター救命医〈35〉（緊急スペシャル 救命病棟24時〜救命医・小島楓〜） → 海南医大高度救命救急センター救命医〔⇒医局長〕〈35〉（第4シリーズ） → 国立湊大学附属病院救命救急センター医局長〈39〉（第5シリーズ）
救命において一流の腕を持つ医師。第1シリーズでは研修医であり、医師として頼りなかったが進藤に厳しく指導を受け成長し第4、5シーズンでは医局長に抜擢される。

### 複数回登場人物
桜井ゆき（さくらい ゆき）
演 - 須藤理彩
看護師。
山城紗江子（やましろ さえこ）
演 - 木村多江
看護師。

## スタッフ
- 第1シリーズ
  - 脚本 - 橋部敦子、福田靖、飯野陽子
  - 音楽 - 中村正人 (DREAMS COME TRUE) 、CALLING OF A MIRACLE
  - 演出 - 岩本仁志、田島大輔、水田成英
  - 主題歌 - DREAMS COME TRUE「朝がまた来る」（ヴァージン・レコード / 東芝EMI）[8]（第1 - 7話、第9 - 12話）
  - 挿入歌 - DREAMS COME TRUE「三日月」（ヴァージン・レコード / 東芝EMI）（第8話ではEDにも使用）
  - 演出補 - 板谷恒一、鹿浜勉、雨宮美佐、星野和成、今井明弘、渡辺貴
  - 広報 - 熊谷知子
  - 協力 - 日活撮影所、バスク、サニー企画、ナカガワプロスパー
  - プロデュース - 河合徹
  - プロデュース補 - 榊原妙子、相本伸子、徳留美奈子
  - 制作著作 - フジテレビ
- 第2シリーズ
  - 脚本 - 福田靖、橋部敦子、飯野陽子、秦建日子、田辺満、林宏司
  - 音楽 - 佐橋俊彦、中村正人（DREAMS COME TRUE）、CALLING OF A MIRACLE
  - 演出 - 田島大輔、水田成英、樋口徹、山本一男
  - 主題歌 - DREAMS COME TRUE「いつのまに」（ヴァージン・レコード・アメリカ / 東芝EMI）[9]
  - 挿入歌 - bird「flow」
  - 演出補 - 山本一男、高木健太郎、洞功二、増本淳、栗原一馬、池田匡夫
  - プロデュース - 和田行、中島久美子、樋口徹
  - プロデュース補 - 菊地裕幸、大木綾子、樋川佳代
  - 制作協力 - FCC
  - 制作著作 - フジテレビ
- 新春スペシャル
  - 脚本 - 福田靖
  - 音楽 - 佐橋俊彦、中村正人（DREAMS COME TRUE）、CALLING OF A MIRACLE
  - 演出 - 田島大輔
  - 主題歌 - DREAMS COME TRUE「いつのまに」（ヴァージン・レコード・アメリカ / 東芝EMI）
  - 演出補 - 川村泰祐
  - プロデュース - 和田行、中島久美子、樋口徹
  - プロデュース補 - 菊地裕幸
  - 制作協力 - FCC
  - 制作 - フジテレビ制作センター第一制作部
  - 制作著作 - フジテレビ
- 第3シリーズ
  - 脚本 - 福田靖（本編）、武藤大助（アナザーストーリー）
  - 音楽 - 佐橋俊彦
  - 演出 - 若松節朗、水田成英、西谷弘、村谷嘉則
  - 主題歌 - DREAMS COME TRUE「何度でも」（DCT records / ユニバーサルミュージック）[10]
  - 企画 - 和田行
  - 演出補 - 洞功二、菊川誠、鈴木泰綱、宮木正悟、高野舞
  - 監督補 - 村谷嘉則
  - スタントコーディネート - 釼持誠
  - 取材協力 - 東京都、東京消防庁、兵庫県こころのケアセンター、人と防災未来センター、トータルメディア開発研究所、東京大学医学部附属病院、JATEC
  - 写真提供 - オリオンプレス、神戸新聞社
  - 協力 - 共同テレビジョン、日活撮影所、渋谷ビデオスタジオ
  - プロデュース - 中島久美子、増本淳
  - プロデュース補 - 三田真奈美、竹田浩子、川原井史子
  - 制作著作 - フジテレビ
- 緊急スペシャル
  - 脚本 - 林誠人
  - 脚本協力 - 酒井雅秋、阿相クミコ
  - 音楽 - 吉俣良（ポニーキャニオン）
  - 演出 - 河毛俊作、佐藤祐市（共同テレビ）、大木綾子
  - 主題歌 - DREAMS COME TRUE「朝がまた来る」（Episode1,2）、「いつのまに」（Episode3）、「何度でも」（Episode4）
  - 企画 - 和田行、中島久美子
  - プロデュース - 小椋久雄（共同テレビ）、高丸雅隆（共同テレビ）、三竿玲子
  - 制作協力 - 共同テレビ
  - 制作著作 - フジテレビ
- 第4シリーズ
  - 脚本 - 二木洋樹、一色伸幸、高山直也、林誠人、小川真
  - 音楽 - 吉俣良（ポニーキャニオン）
  - 演出 - 河毛俊作、佐藤祐市（共同テレビ）、水田成英（FCC）、大木綾子
  - 主題歌 - DREAMS COME TRUE feat. FUZZY CONTROL「その先へ」[11]（NAYUTAWAVE RECORDS）
  - 企画 - 和田行、中島久美子
  - プロデュース - 小椋久雄（共同テレビ）、高丸雅隆（共同テレビ）、三竿玲子
  - 制作協力 - 共同テレビ
  - 制作著作 - フジテレビ
- 第5シリーズ
  - 脚本 - 飯野陽子、ひかわかよ
  - 音楽 - 佐藤直紀
  - 演出 - 田島大輔、水田成英、西浦正記、高野舞
  - 主題歌 - DREAMS COME TRUE「さぁ鐘を鳴らせ」（DCT records / UNIVERSAL SIGMA）[12]
  - 音楽協力 - フェイスミュージック
  - 脚本協力 - ひかわかよ
  - 演出補 - 高野舞、佐藤さやか、府川亮介
  - VFXプロデューサー - 冨士川祐輔
  - VFXディレクター - 三塚篤
  - タイトルデザイン - PECO
  - 看護指導 - 石田喜代美
  - 医療監修・指導 - 日本医科大学付属病院高度救命救急センター、横田裕行、川井真、恩田秀賢
  - 取材協力 - 鹿野恒、磯谷栄二、加藤康幸、牛澤洋人
  - 撮影協力 - 横浜市立大学附属市民総合医療センター、共立女子大学、社会福祉法人相模更生会 総合相模更生病院、四街道徳洲会病院、横浜市立大学医学部
  - ボトルシップ協力 - 磯部郁夫
  - 協力 - 角川大映スタジオ
  - プロデュース - 渡辺恒也、大木綾子
  - プロデュース補 - 戸倉多佳子、吉岡由佳理
  - 制作著作 - フジテレビ

## エピソード
- 第2・第4シリーズに出演した木村多江は、30歳の時に断食をして病院から「硬いものと油もの（ピーナッツ）等は当面控えてください。」と言われたのにも関わらず、ピーナッツを食べてしまい、救急車で救命に運ばれたが、偶々対応した医師が救命病棟24時の医療監修者本人で「山城紗江子（ドラマの役名）」と呼ばれてしまった[13]。
- 松嶋菜々子と石黒賢は映画『ホワイトアウト』と同じく（石黒の死によって）死別するという運命にある。
- 同じくフジテレビ系列医療ドラマ「コード・ブルー -ドクターヘリ緊急救命-」の3rdシーズンのフェローシップである横峯あかり（演：新木優子）は同ドラマの第3シリーズを小学生の時にみたことがきっかけで、救命医を目指したという設定である。（実際にコードブルー3rd第7話では映像協力として第3シリーズ第4話の映像が流れた。）
- 2005年の第3シリーズに出演した大泉洋は、2009年にプロデューサーの中島久美子と結婚している。
- 第1シリーズは再放映の機会がなかなかなかったが、2024年に25年ぶりにデジタルリマスター版を製作し、フジテレビジョンの首都圏ローカルで同2月1日のハッピーアワーから再放送された。[14]。

## 受賞歴
- 第1シリーズ（1999年）
  - 第20回ザテレビジョンドラマアカデミー賞[15][16]
    - 主演男優賞（江口洋介）
    - 主題歌賞（DREAMS COME TRUE）
- 第2シリーズ（2001年）
  - 第30回ザテレビジョンドラマアカデミー賞[17][18]
    - 最優秀作品賞
    - 主演男優賞（江口洋介）
    - 監督賞（田島大輔､水田成英､樋口徹）
    - 劇中音楽賞（佐橋俊彦）
    - キャスティング賞
- 第3シリーズ（2005年）
  - 第44回ザテレビジョンドラマアカデミー賞[19][20]
    - 主演男優賞（江口洋介）
    - 新人俳優賞（大泉洋）
    - 脚本賞（福田靖）
    - 監督賞（若松節朗・水田成英ほか）
- 第4シリーズ（2009年）
  - 第62回ザテレビジョンドラマアカデミー賞[21][22]
    - 主演女優賞（松嶋菜々子）

## 放送日程

### 第1シリーズ（1999年）
- 1999年1月5日 - 3月23日、全12話、平均視聴率20.3%。
- 最終話のみ、21:03-22:48に拡大して放送。

| 各話                                                           | 放送日        | サブタイトル                                                                | 脚本     | 演出     | 視聴率 |
| -------------------------------------------------------------- | ------------- | --------------------------------------------------------------------------- | -------- | -------- | ------ |
| 第1話                                                          | 1999年1月05日 | 朝がまた来る                                                                | 橋部敦子 | 岩本仁志 | 24.0%  |
| 第2話                                                          | 1月12日       | 妻が目を覚ます時                                                            | 福田靖   | 岩本仁志 | 20.8%  |
| 第3話                                                          | 1月19日       | 鼓動が聞こえる                                                              | 飯野陽子 | 田島大輔 | 18.9%  |
| 第4話                                                          | 1月26日       | 妻への贈り物                                                                | 橋部敦子 | 田島大輔 | 19.0%  |
| 第5話                                                          | 2月02日       | 誤診                                                                        | 飯野陽子 | 水田成英 | 15.2%  |
| 第6話                                                          | 2月09日       | 守るべき家族                                                                | 橋部敦子 | 岩本仁志 | 17.9%  |
| 第7話                                                          | 2月16日       | 復活…そして覚醒                                                             | 福田靖   | 田島大輔 | 20.9%  |
| 第8話                                                          | 2月23日       | 娘からの告知                                                                | 飯野陽子 | 水田成英 | 20.9%  |
| 第9話                                                          | 3月02日       | がんばって…                                                                 | 橋部敦子 | 岩本仁志 | 18.6%  |
| 第10話                                                         | 3月09日       | 目を覚ませ…早紀                                                             | 飯野陽子 | 田島大輔 | 20.5%  |
| 第11話                                                         | 3月16日       | この命にかえても                                                            | 福田靖   | 水田成英 | 20.3%  |
| 最終話                                                         | 3月23日       | 最後の奇跡が起きる時、別れは突然やって来る… あともう少し…妻が目を覚ますまで | 福田靖   | 岩本仁志 | 23.5%  |
| 平均視聴率 20.3%（視聴率はビデオリサーチ調べ、関東地区・世帯） |               |                                                                             |          |          |        |

### 第2シリーズ（2001年）
- 2001年7月3日 - 9月18日、全12話、平均視聴率20.3%。
- 初回は21:00-22:09、最終話は21:03-22:48に拡大して放送。

| 各話                                                           | 放送日        | サブタイトル                                               | 脚本            | 演出     | 視聴率 |
| -------------------------------------------------------------- | ------------- | ---------------------------------------------------------- | --------------- | -------- | ------ |
| 第1話                                                          | 2001年7月03日 | 緊急ヘリ到着！ 帰ってきた天才外科医                        | 福田靖          | 田島大輔 | 21.5%  |
| 第2話                                                          | 7月10日       | 明日を忘れた男                                             | 福田靖 橋部敦子 | 田島大輔 | 19.3%  |
| 第3話                                                          | 7月17日       | 小さな命大きな命                                           | 福田靖 飯野陽子 | 水田成英 | 20.8%  |
| 第4話                                                          | 7月24日       | おまえはひとりじゃない！                                   | 福田靖          | 水田成英 | 19.4%  |
| 第5話                                                          | 7月31日       | 最後の授業                                                 | 秦建日子        | 田島大輔 | 18.6%  |
| 第6話                                                          | 8月07日       | キミは友だち                                               | 福田靖          | 水田成英 | 18.5%  |
| 第7話                                                          | 8月14日       | 傷ついた白衣の天使                                         | 田辺満          | 樋口徹   | 18.4%  |
| 第8話                                                          | 8月21日       | 運命的な出会い                                             | 福田靖          | 田島大輔 | 22.4%  |
| 第9話                                                          | 8月28日       | 君の手を握ってる                                           | 林宏司          | 山本一男 | 19.8%  |
| 第10話                                                         | 9月04日       | 奇跡を信じて…                                              | 福田靖          | 水田成英 | 18.4%  |
| 第11話                                                         | 9月11日       | さよなら愛しき人                                           | 福田靖          | 田島大輔 | 19.9%  |
| 最終話                                                         | 9月18日       | 緊急招集発令！ 守れ命の最前線 救え！ ひとつでも多くの命を… | 福田靖          | 田島大輔 | 25.4%  |
| 平均視聴率 20.3%（視聴率はビデオリサーチ調べ、関東地区・世帯） |               |                                                            |                 |          |        |

### 新春スペシャル（2002年）
- 放送時間：21:04 - 23:20。

| 放送日       | サブタイトル                                   | 脚本   | 演出     | 視聴率 |
| ------------ | ---------------------------------------------- | ------ | -------- | ------ |
| 2002年1月1日 | 救命病棟24時 新春スペシャル 救出タイムリミット | 福田靖 | 田島大輔 | 16.7%  |

### スペシャル（2005年）
- 放送時間：21:00 - 23:18。
- 第1シリーズの回想に、映像を追加したもの。
- この回の新撮部分からハイビジョン制作となる。

| 放送日       | サブタイトル                                                             | 脚本                     | 演出                                    | 視聴率 |
| ------------ | ------------------------------------------------------------------------ | ------------------------ | --------------------------------------- | ------ |
| 2005年1月4日 | 新春ドラマ祭・救命病棟24時スペシャル 第1シリーズのディレクターズカット版 | 橋部敦子 福田靖 飯野陽子 | 岩本仁志 田島大輔 水田成英 （新撮部分） | 20.5%  |

### 第3シリーズ（2005年）
- 2005年1月11日 - 3月22日、全11話、平均視聴率19.2%。
- 初回は21:00-22:04、最終話は21:00-22:09に拡大して放送。

| 各話                                                           | 放送日        | サブタイトル           | 脚本   | 演出     | 視聴率 |
| -------------------------------------------------------------- | ------------- | ---------------------- | ------ | -------- | ------ |
| 第1話                                                          | 2005年1月11日 | 人が人を救うという事   | 福田靖 | 若松節朗 | 21.4%  |
| 第2話                                                          | 1月18日       | ひとりでも多くの命を！ | 福田靖 | 水田成英 | 19.0%  |
| 第3話                                                          | 1月25日       | ヘリが運んだ夫婦の愛！ | 福田靖 | 若松節朗 | 19.7%  |
| 第4話                                                          | 2月01日       | あなたを探しにいきたい | 福田靖 | 水田成英 | 18.4%  |
| 第5話                                                          | 2月08日       | 初めて分かった父の想い | 福田靖 | 西谷弘   | 18.9%  |
| 第6話                                                          | 2月15日       | 愛する人を失うという事 | 福田靖 | 若松節朗 | 19.9%  |
| 第7話                                                          | 2月22日       | 朝はまた来る！         | 福田靖 | 水田成英 | 18.8%  |
| 第8話                                                          | 3月01日       | 神の手はあきらめない！ | 福田靖 | 若松節朗 | 17.3%  |
| 第9話                                                          | 3月08日       | あなたが涙をぬぐうとき | 福田靖 | 村谷嘉則 | 17.7%  |
| 第10話                                                         | 3月15日       | 命の終わりを看取るとき | 福田靖 | 水田成英 | 18.4%  |
| 最終話                                                         | 3月22日       | 命と希望が蘇る街へ！   | 福田靖 | 若松節朗 | 20.6%  |
| 平均視聴率 19.2%（視聴率はビデオリサーチ調べ、関東地区・世帯） |               |                        |        |          |        |

### アナザーストーリー（2005年）
- 放送時間：21:00 - 22:54。

| 放送日        | サブタイトル                 | 脚本     | 演出     | 視聴率 |
| ------------- | ---------------------------- | -------- | -------- | ------ |
| 2005年3月29日 | 看護師たちの救命救急センター | 武藤大助 | 水田成英 | 18.8%  |

### 緊急スペシャル 救命病棟24時〜救命医・小島楓〜（2009年）
- 2009年7月14日 - 8月4日、全4話、平均視聴率13.5%。
- 放送時間：21:00 - 21:54。
- 第1・2・3シリーズのディレクターズカット版。
- 公式のサブタイトルは、公式サイトおよび本編冒頭で表示されているもの。

| 各話                                                           | 放送日        | サブタイトル | サブタイトル（ラテ欄）              | 脚本   | 演出                       | 視聴率 |
| -------------------------------------------------------------- | ------------- | ------------ | ----------------------------------- | ------ | -------------------------- | ------ |
| 1st Episode                                                    | 2009年7月14日 | 再会         | 新作！ 運命の再会 甦る研修医時代    | 林誠人 | 佐藤祐市 大木綾子          | 13.1%  |
| 2nd Episode                                                    | 7月21日       | 信頼         | 信頼の友と繋ぐ命 第1シリーズ後編    | 林誠人 | 大木綾子                   | 15.0%  |
| 3rd Episode                                                    | 7月28日       | 仲間         | 恐怖の外来患者!? 第2シリーズ総集編  | 林誠人 | 大木綾子                   | 12.5%  |
| 4th Episode                                                    | 8月04日       | 希望         | 迫る！ 最大の危機 第3シリーズ特別編 | 林誠人 | 河毛俊作 佐藤祐市 大木綾子 | 13.4%  |
| 平均視聴率 13.5%（視聴率はビデオリサーチ調べ、関東地区・世帯） |               |              |                                     |        |                            |        |

### 第4シリーズ（2009年）
- 2009年8月11日 - 9月22日、全7話、平均視聴率19.2%。
- 初回は21:00-22:09、最終話は21:00-23:18に拡大して放送。

| 各話                                                           | 放送日        | サブタイトル | 脚本                          | 演出     | 視聴率 |
| -------------------------------------------------------------- | ------------- | --- | ----------------------------- | -------- | ------ |
| Episode1                                                       | 2009年8月11日 | 待望の新シリーズ！ 救え!! 救命の危機を | 二木洋樹 一色伸幸（脚本協力） | 河毛俊作 | 20.3%  |
| Episode2                                                       | 8月18日       | 救えない患者はどこへ | 一色伸幸                      | 河毛俊作 | 18.3%  |
| Episode3                                                       | 8月25日       | 命を救う者たちの選択 | 高山直也 一色伸幸（脚本協力） | 水田成英 | 19.3%  |
| Episode4                                                       | 9月01日       | 全力で救うことの意味 | 林誠人                        | 佐藤祐市 | 19.0%  |
| Episode5                                                       | 9月08日       | こころを救う救命医 | 小川真                        | 大木綾子 | 18.8%  |
| Episode6                                                       | 9月15日       | 狙われた救命センター | 二木洋樹                      | 佐藤祐市 | 18.9%  |
| Episode Final                                                  | 9月22日       | 遂に感動の最終章!! 緊急出動したドクターカーに最大の危機が訪れる!? 仲間の死？ そして進藤と楓の選択!? 崩壊した救命センターに未来は訪れるのか!? | 一色伸幸                      | 河毛俊作 | 19.3%  |
| 平均視聴率 19.2%（視聴率はビデオリサーチ調べ、関東地区・世帯） |               | |                               |          |        |

### 2010スペシャル
- 放送時間：21:15 - 23:30。

| 放送日       | サブタイトル | 脚本   | 演出              | 視聴率 |
| ------------ | --- | ------ | ----------------- | ------ |
| 2010年1月3日 | 緊急事態発生！ 機能停止した病院に 立ち向う救命チームの奮闘新エピソード!! 進藤と楓の新たな旅立ちと感動のシリーズ4特別版 | 林誠人 | 河毛俊作 大木綾子 | 12.7%  |

### 第5シリーズ（2013年）
- 2013年7月9日 - 9月10日、全10話、平均視聴率14.6%。
- 初回・第7話・最終話は21:00-22:09に拡大して放送。

| 各話                                                           | 放送日        | サブタイトル                          | 脚本       | 演出     | 視聴率 |
| -------------------------------------------------------------- | ------------- | ------------------------------------- | ---------- | -------- | ------ |
| 第1話                                                          | 2013年7月09日 | 史上最悪の事件！ 小島楓、生と死の決断 | 飯野陽子   | 田島大輔 | 17.7%  |
| 第2話                                                          | 7月16日       | 生まれる命、奪われる命                | 飯野陽子   | 田島大輔 | 15.9%  |
| 第3話                                                          | 7月23日       | すれ違う想いが招く危機                | 飯野陽子   | 水田成英 | 14.9%  |
| 第4話                                                          | 7月30日       | 疑惑！ 悲しき救命医の涙               | ひかわかよ | 水田成英 | 15.7%  |
| 第5話                                                          | 8月06日       | 明かされる過去！ 罪と命               | ひかわかよ | 田島大輔 | 14.9%  |
| 第6話                                                          | 8月13日       | 決戦・守れ！ 命の現場を               | 飯野陽子   | 高野舞   | 13.2%  |
| 第7話                                                          | 8月20日       | 小島楓、運命の試練！ 涙の脳死臓器提供 | ひかわかよ | 西浦正記 | 14.0%  |
| 第8話                                                          | 8月27日       | 夢を繋ぐ男！ 最後の告白               | ひかわかよ | 高野舞   | 11.3%  |
| 第9話                                                          | 9月03日       | 緊急出動！ 宿命の出逢い               | 飯野陽子   | 水田成英 | 13.7%  |
| 最終話                                                         | 9月10日       | 未知のウイルス感染！ 小島楓最後の闘い | 飯野陽子   | 田島大輔 | 14.2%  |
| 平均視聴率 14.6%（視聴率はビデオリサーチ調べ、関東地区・世帯） |               |                                       |            |          |        |

## 放送局
- フジテレビ（新作）および（再放送）
- FNS各局（新作）および（再放送）
- FCI（FUJISANKEI COMMUNICATIONS INTERNATIONAL アメリカ）（新作）

## サウンドトラックCD・DVD
サウンドトラックとして、以下の5作品がリリースされている。
- THE VOICE OF FATE〜救命病棟24時 オリジナル・ドラマ・トラックス〜
- 救命病棟24時 オリジナルサウンドトラックII
- 救命病棟24時 オリジナル・サウンドトラックIII
- オリジナルサウンドトラック 救命病棟24時 2009
- 救命病棟24時 5th series オリジナル・サウンドトラック

ドラマDVDは第2シリーズ、第3シリーズ、第4シリーズ、第5シリーズが発売されている。第1シリーズのDVDはリリースされていない。